# Allan Staffans

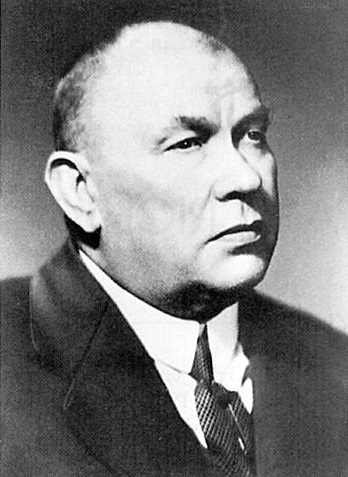
Allan Staffans.

Allan Walfrid Staffans, född 13 februari 1880 i Nikolaistad (idag Vasa), död 19 oktober 1946 i Åbo, var en finlandssvensk industriman.

## Barndom och utbildning
Allan Staffans föddes den 13 februari 1880 till föräldrarna Mattias Staffans och Amanda Maria Sofia Törner. Allan var de tredje av fem barn. Efter folkskolan gick han industriskolan i Vasa 1895-1898. 

## Karriär
Efter sina studier fick Staffans anställning vid Maskin- och brobyggnads Ab i Helsingfors. Han lyckades bra med sitt jobb och blev snabbt skeppsbyggmästare på företaget. Maskin- och brobyggnads Ab byggde ångmaskiner, järnvägsbroar och fartyg. Torpedbåtar byggdes i Helsingfors för ryska flottan. Som en följd av detta märktes Allan Staffans kunskaper i så väl byggande, ledarskap, som ryska språket. Därav blev han utsänd på arbete till Sibirien där han arbetade i över sex års tid mellan åren 1902 och 1914. Perioden bestod av sex stycken olika vistelser i Sibirien. 
Efter Staffans hemkomst från Ryssland bröt första världskriget ut och då fick Maskin- och brobyggnads Ab flera beställningar av Marinministeriet, till exempel två torpedjagare, ett pansarskepp och två beställningar av 100 000 granater. 
Då beställningarna ökade fick Staffans år 1915 i uppgift att bygga en fabrik på Skanslandet intill Sveaborg, där artillerigranater skulle tillverkas. För att förbereda sig för detta reste Staffans till krutfabriken i Petrokrepost för att lära sig om processen. År 1917 sattes verksamheten på Maskin- och bro på paus.
Under kriget 1918 fick Staffans uppgiften att i spetsen för ett kommando på ett tjugotal män avlägsna låsen från cirka 200 kanoner på Sveaborg, som därefter inte kunde användas av de röda mot tyskarna vid intagningen av Helsingfors. År 1918 återupptogs verksamheten på Maskin- och bro men Staffans återvände inte, utan jobbade inom försvaret som chef för tekniska avdelningen. Han blev då intresserad av u-båtar.
År 1921 blev Staffans anställd som verkställande direktör vid Vulcan Ab och ville då reparera den ryska u-båten AG-16 samt bygga nya u-båtar vid Åbo båtvarv. Vulcan Ab och Crichton sammanslogs år 1924 och bildade tillsammans Ab Crichton-Vulcan Oy med Allan Staffans som verkställande direktör. Detta gjordes för att säkerställa kapaciteten för byggandet av u-båtar. Under Staffans ledning byggdes också panskarskepp vid Crichton-Vulcan. Företaget köptes år 1935 av Ab Wärtsilä Oy och därmed blev Staffans varvschef, eftersom Wilhelm Wahlforss var verkställande direktör. 

## Privatliv
År 1904 gifte Staffans sig med Selma Kjellin och deras bröllopsresas destination var Blagovestjensk i Manchuriet, där de vistades i tre månader medan Staffans arbetade. Samma år föddes även parets dotter Margit. År 1918 mördades Allan Staffans bror Harald Staffans av de röda, vilket var en stor sorg. Också på 1940-talet rådde stor sorg i Allan Staffans liv, då hans svärson Gösta Rusko dog år 1943 och dottern Margit Rusko senare samma år, endast 39 år gammal. Staffans och hans fru tog då över som vårdnadshavare för parets två barn. Staffans avled den 19 oktober 1946. 

## Utmärkelser
- Bergsråd år 1938